# Kråkfötter och krusiduller
Kråkfötter och krusiduller var en vandringsutställning med verkstad, som producerades av den svenska statliga myndigheten Riksutställningar i samarbete med Skolöverstyrelsen. Innehållet handlade om olika former av handskrift. Utställningen turnerade över Sverige mellan åren 1990 och 1996. Målgruppen var i första hand skolelever.

## Bakgrund
Avsikten med Kråkfötter och krusiduller var att skildra bokstäver och skrift som ett hantverk  – bokstäver skrivna för hand – i en tid som alltmer präglades av skrivande på tangentbord. Utställningen i sig var också en reaktion mot de reformer som genomfördes av Skolöverstyrelsen som på 1970-talet ville införa en ny enhetlig handstil för skolan i Sverige.

Samtidigt ville utställningen bidra till att ge handskriften en ”renässans”. Så här skrev bland andra projektledaren Björn Ed i en slags synopsis till utställningen i mars 1988:
Idag när det ser ut som om bokstäver skrivna för hand alltmer skulle få vika för datorskärmens immateriella sken, vaknar ett nytt intresse för handskrift. Intresset gäller handstilen både som personligt uttrycksmedel, kulturhistoriskt fenomen, bruksvara och konst./.../Det gäller då att lita till den lust och det personliga intresse som kan utvecklas i och utanför skolan för att handskrivningen ska få en lyckad renässans./.../

## Tema
Björn Eds brev formulerade tematiken på det här viset:
/.../Avsikten är att väcka nyfikenheten inför och inlevelse i de förutsättningar som ger upphov till en personlig handstil. Det handlar om att ställa frågor och väcka funderingar kring motorik och handstil, redskapens betydelse, materialens möjligheter, befrielsen i kreativiteten, kulturarvets mångfald, förebildernas beroende av historien, skriftens samband med samhällsutvecklingen, bokstäver som farkoster för fantasin. Utifrån det kan frågor ställas kring rätt och fel, vackert – fult, disciplin – dynamik, personligt – läsligt, lustfyllt – korrekt, form – innehåll, identitet – tydlighet, kulturminnen – progressivitet, nostalgi – långsiktig nytta. För vem skriver vi?/.../

## Produktion
Kråkfötter och krusiduller var en utställning om handskrift och kalligrafi. Den beskrevs också av Riksutställningar som ”en propagandautställning om glädjen att forma sina egna bokstäver, sin egen handstil”. Produktionen planerades att utformas som en verkstad med ett stort gemensamt arbetsbord och ett antal skrivmöbler som utställningsbesökarna kunde använda.
Kråkfötter och krusiduller bestod av 28 monterskåp – ett för varje bokstav i alfabetet. De olika skåpen formgavs vart och ett av en formgivare eller konstnär, och varje skåp fick därmed ett eget uttryck. Exempelvis handlade skåpet ”M” om märkning på olika sätt, bland annat på syltburkar, broderade märkningar på lakan eller stickade på en vante.

### 28 stationer
Skåpen kompletterades med 28 berättande stationer som bearbetade lika många teman: 1) Från tecken till bokstav, 2) Ristade runor, 3) Romarna högg i sten, 4) Munken med gåspenna och pensel, 5) Skrivet i kanslierna, 6) Barockens krusiduller, 7) Balans och klassicism, 8) Stilarnas teater under industrialismen, 9) Folkskolan skriver före, 10) Tre generationers handstilar, 11) SÖs påbud, 12) Så ser skrivstilen ut i dag, 13) Vart tar skrivstilen vägen?, 14) Välskrivning med vänster hand, 15) Slöjda bokstäver, 16) Ströppla och klippa bokstäver, 17) Bokstavsstämplar, 18) Bokstäver figurerar, 19) Bokstavskonst, 20) A.B.Se-teatern, 21) Pennor som redskap, 22) Papper som material, 23) Rytmiska improvisationer kring skrivning, 24) Siffror – elevarbete från Konstfack, 25) Märka med bokstäver – elevarbete från konstfack, 26) Grafologi, 27) Yrket utövat med Ex libris och märken, 28) Yrket utövat med skönskrift och bokstavsformgivning.
Stor vikt hade lagts vid hur utställningsskåpen paketerades och fraktades. Under transport placerades skåpets överdel i nederdelen för att skydda utställningen och göra den kompakt när den forslades mellan de olika visningsorterna. Innehåll, form och teknik skulle samspela var filosofin. Monterad krävde Kråkfötter och krusiduller en golvyta på 150 kvadratmeter.

### Produktionsgruppen
- Projektledare och formgivare: Björn Ed.
- Projektledare för Skolöverstyrelsen: Ann-Marie Bratt, Elsa Wahrby.
- Turnéansvarig: Inger Jansson.
- Dekormålare: Tommy Ceder, Birgitta Ceder.
- Tekniker: Lars Jansson, Jan-Erik Lindahl.
- Samarbetspartner: Skolöverstyrelsen.[1]

## Turné
Kråkfötter och krusiduller besökte ett stort antal orter i Sverige under turnén mellan 1990 och 1996. Här nedan listas några för att ge ett exempel på hur turnéplanen såg ut.

### 1993
- Skellefteå, Skellefteå museum 18/4-29/5.
- Kungälv, Kungälvs stadsbibliotek 11/7-21/8.[7]
- Ronneby, Kreativitetscentrum 18/10-28/11.[8]

### 1994
- Norrköping, Norrköpings stadsmuseum 5/12-23/1.
- Åmål, Åmåls konsthall 31/1-27/2.[8]

### 1995
- Varberg, Museet i Varberg 20/8-8/10.
- Visby, Gotlands fornsal 16/10-12/11.[9]

### 1996
- Trelleborg, Trelleborgs museum 19/2-31/3.
- Kalmar, Kalmar slott 9/4-6/10.[9]

## Reaktioner
Östgöta Correspondenten, 1994-03-28:
/.../”Kråkfötter och krusiduller” heter en stor konstutställning som kommer till Ödeshög i slutet av augusti. Utställningen, som är ett samarbetsprojekt mellan Riksutställningar och Skolöverstyrelsen, har vandrat runt i landet i snart fyra år. Det handlar om handskrift och kalligrafi och består av 28 konstnärligt utsmyckade skåp – lika  många som alfabetets bokstäver. Utställningen vänder sig i första hand till barn, skolungdomar, lärare och studieförbund. – Syftet är att slå ett slag för handskriften, berättar Betty Malmberg (m), ordförande i kultur- och fritidsnämnden./.../
Gotlands Tidningar, 1995-10-13:
A B C, lutningspapper och stålpenna. Med mycken möda och stort besvär blev det så småningom en handstil som numera bara kan läsas av mig själv, om den är färsk så minnet kan hjälpa till. Det är inte så ofta de flesta av oss har anledning att fundera över vår handstil. Vi behöver den alltmera sällan, krafsar ner en semesterhälsning på ett vykort, några rader på julklappspaketet eller på förstabladet till ett faxmeddelande. Det finns ju telefon och andra bekvämligheter nu för tiden. Stackars forskare i framtiden! På Fornsalen händer något verkligt besöksvärt just nu: I dag öppnar en utställning som Riksutställningar har gjort tillsammans med skolverket kring våra bokstäver. Den heter ”Kråkfötter och krusiduller” och är mycket roligare än vad man skulle kunna tro när skolverket är inblandat – myndigheten som fick våra ungar att skriva just kråkfötter på 80-talet./.../
Sydsvenskan, 1996-02-21:
En ovanlig vandringsutställning visas på Trelleborgs museum fram till den 31 mars. Det är Riksutställningars och Skolöverstyrelsens ”Kråkfötter och krusiduller” som består av 28 montrar, en för varje bokstav i alfabetet. Vart och ett av skåpen har inretts av en konstnär, kalligraf, lärare eller någon annan med anknytning till bokstäver. Bland deltagarna kan nämnas G Nehls, gravör vid Riksbankens sedeltryckeri, Kerstin Anckers, kallifraf, och Björn Berg, tecknare./.../Småskollärarinnan Elsa Warby svarar för ett av skåpen innehållande brev, skriftväxling under fem generationer. Det är en intressant studie i hur språket förändrats under årens lopp men också skrivstilen, som blir allt mer lättläst och tydbar för varje generation./..../

## Ekonomi
Enligt en beräkning kostade Kråkfötter och krusiduller 80 000 kronor att producera. Den lokala utställaren betalade som regel mellan 10 000 och 35 000 kronor för att få visa utställningen.